# 塔基亚娜日
塔基亚娜日（俄语：Татьянин день），又称圣塔基亚娜日，全俄大学生日或全俄大学生節，該節日來自於羅馬皇帝亚历山大·塞维鲁统治时期的基督教殉道者塔基亚娜。塔基亚娜於1月12日被處決。於是俄曆1月12日（公曆1月25日）被定為塔基亚娜日。此外，莫斯科国立大学的建校日与塔基亚娜日相同，因此塔基亚娜日也是莫斯科国立大学的校庆日。2006年，俄罗斯总统普京下令将塔基亚娜日同時定为全俄大学生节。